# Henry Percy, IX conte di Northumberland

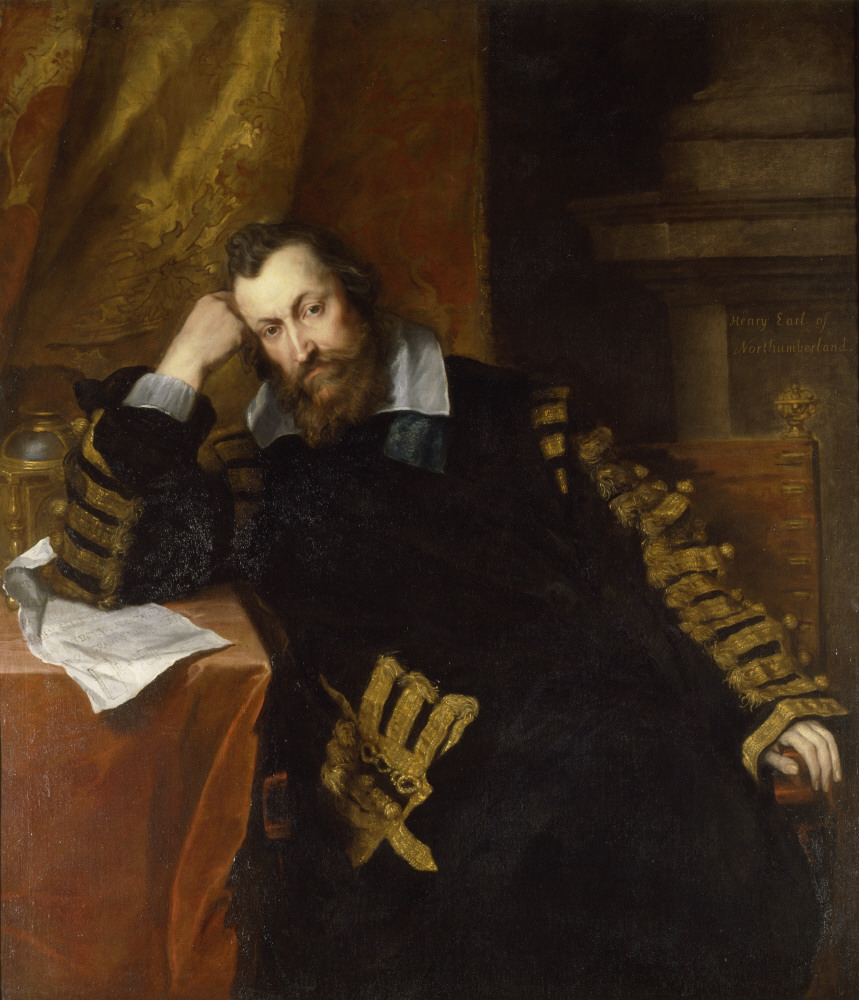
Ritratto del conte Henry Percy

Henry Percy (Tynemouth, 27 aprile 1564 – Petworth, 5 novembre 1632) fu il nono conte di Northumberland. Amante dell'alchimia e delle scienze, fu una delle figure intellettuali più importanti del suo tempo.

## Biografia
Nacque nel castello di Tynemouth nel Northumberland da Henry Percy, VIII conte di Northumberland, a cui successe nel 1585, e da Katherine Neville. Fu educato secondo i principi protestanti, come lo era stato suo padre diversamente dal resto della famiglia Percy. Suo insegnante privato era il vicario di Egremont. Tale educazione nella sua vita successiva non gli impedì di ricevere sospetti riguardo a simpatie cattoliche, soprattutto quando iniziò a frequentare il cattolico Charles Paget. Intorno al 1586 Percy commissionò a Nicolas Hilliard il suo ritratto pagandolo 60 scellini.
Sebbene il suo titolo si riferisse al nord dell'Inghilterra, Percy ebbe proprietà anche nel sud come Petworth House, Syon House, alcune miglia a nord di Richmond-upon-Thames, acquisite tramite il matrimonio nel 1594 con Dorothy Devereux, sorella di Robert Devereux, II conte di Essex. La coppia ebbe quattro figli:
- Dorothy Percy (c.1598- 20 agosto 1659), che sposò Robert Sidney, II conte di Leicester;
- Lucy Percy (1599/1600- 5 novembre 1660), che fu la seconda moglie di James Hay, I conte di Carlisle;
- Algernon Percy, X conte di Northumberland (29 settembre 1602 – 13 ottobre 1668), che sposò Anne Cecil e poi Lady Elizabeth Howard;
- Henry Percy, barone Percy di Alnwick (1604- aprile 1659), morto celibe.

Nonostante la nascita di un erede maschio e di altri tre figli, la coppia si separò qualche tempo dopo.

## Simpatie cattoliche
La famiglia Percy era ancora per larga parte cattolica, mentre Henry era Protestante. Quando divenne chiaro che il protestante Giacomo VI di Scozia era il probabile erede di Elisabetta I d'Inghilterra, Henry mandò Thomas Percy, che si era di recente convertito, in missione segreta alla corte di Giacomo tre volte nel 1602. Egli disse che i cattolici inglesi avrebbero accettato Giacomo come re se questi avesse ridotto le persecuzioni contro di loro. Henry impiegò Thomas Percy come esattore degli affitti a Syon House. Thomas era pronipote di Henry Percy, IV conte di Northumberland ma era senza scrupoli con 34 accuse di truffa ai suoi danni. Henry scrisse a Giacomo "È un peccato perdere un bel regno per non tollerare una messa in un angolo". Attraverso Thomas Percy, Henry ricevette garanzie di tolleranza religiosa da parte del re.
Poco prima dell'ascesa al trono di Giacomo nel 1603, Robert Cecil, I conte di Salisbury attraverso Lord Henry Howard mise in guardia il re nei confronti di Henry Brooke, XI barone Cobham, Sir Walter Raleigh e Percy. Questa teoria poggiava però solo su supposizioni circa gli occulti interessi coltivati dai circoli intellettuali seguiti da Percy e Raleigh, e sulla diceria secondo cui Percy avrebbe voluto sposare Arabella Stuart.
Brooke era in effetti a capo del Gran Complotto contro Giacomo e Raleigh perse subito la sua libertà. Percy, invece, fu nominato nel Consiglio privato.
Thomas Percy divenne uno dei cinque cospiratori della Congiura delle polveri del 1605. Quando il complotto fu scoperto Thomas fuggì e vienne assediato a Holbeache House nel Warwickshire. L'8 novembre 1605, un tiratore scelto riuscì ad uccidere sia Robert Catesby che Thomas Percy con un'unica pallottola. Come risultato, il conte di Northumberland venne sospettato di far parte del complotto e passò diciassette anni nella Torre di Londra. Dovette inoltre pagare una multa di 30.000£.

## Nella Torre

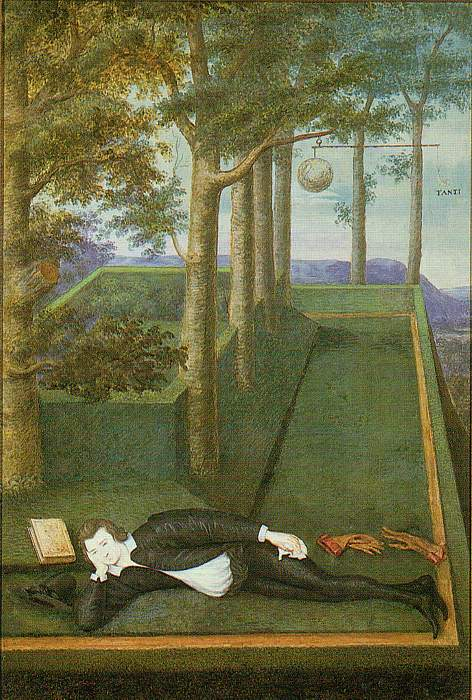
Ritratto di Henry Percy

Essendo ancora ricco, Percy rese confortevole il suo soggiorno nella Torre. Prese posto nella Martin Tower e installò un campo di bowling. Vedeva regolarmente Raleigh, su cui pendeva una condanna a morte. Dal 1616 Robert Carr, I conte di Somerset e Frances Carr, contessa di Somerset vennero detenuti alla Torre e furono in buoni rapporti con Percy. Frances favorì il matrimonio di Lucy Percy con James Hay, I conte di Carlisle, mentre come padre Percy disapprovò e ordinò alla figlia di risiedere con lui; ma Frances lo superò in astuzia. Percy poteva incontrare amici nella torre tra i quali Thomas Harriot. Con Raleigh discutevano invece di idee scientifiche e fumavano tabacco.

## Interessi e circoli intellettuali
Grazie al suo interesse per gli esperimenti scientifici e per la sua libreria, Henry acquisì il soprannome di "Conte mago". La libreria era una delle più grandi in Inghilterra a quel tempo. Egli fu il mecenate di Thomas Harriot, Nicholas Hill, Robert Hues, Nathaniel Torporley and Walter Warner. L'astrologo John Dee era anche amico di Henry. Dal 1598 Harriot visse a Syon House. Lì egli usò un telescopio per creare una mappa della Luna molti mesi prima di Galileo Galilei. Fu inoltre il primo ad aver osservato le macchie solari.
Percy aveva anche rapporti coi letterati. George Peele scrisse il poema The Honour of the Garter, dedicato a Percy in occasione della sua ammissione nell'ordine della giarrettiera, il 26 giugno 1593. Per il suo gesto Peele venne ripagato di 3 sterline.
Percy era anche amico di John Donne. Dopo la fuga con l'amante e il matrimonio clandestino di Donne nel 1601, Percy ebbe il compito di portare per lui una lettera al suocero, Sir George More.
Nel Pene d'amor perdute di William Shakespeare (1594), viene menzionata una "Scuola di Notte" che può riferirsi al circolo di ricercatori scientifici che si incontravano a Syon House. Thomas Harriot e Marlowe ne erano membri. Frances Yates suppone che facesse parte del gruppo anche George Chapman, l'autore di Shadow of Night.